# Trinidad och Tobago i olympiska sommarspelen 2000
Trinidad och Tobago deltog i de olympiska sommarspelen 2000 med en trupp bestående av 19 deltagare, 14 män och 5 kvinnor, och de tog totalt två medaljer.

## Medaljer

### Silver
- Ato Boldon – Friidrott, 100 m

### Brons
- Ato Boldon – Friidrott, 200 m

## Friidrott
Herrarnas 100 meter
- Ato Boldon
  1. Omgång 1 — 10.04
  2. Omgång 2 — 10.11
  3. Semifinal — 10.13
  4. Final — 9.89 (Silver)

- Niconner Alexander
  1. Omgång 1 — 10.56 (gick inte vidare)

Herrarnas 200 meter
- Ato Boldon
  1. Omgång 1 — 20.52
  2. Omgång 2 — 20.28
  3. Semifinal — 20.2
  4. Final — 20.2 (Brons)

- Julian Raeburn
  1. Omgång 1 — 21.21 (gick inte vidare)

Herrarnas 400 meter
- Ato Modibo
  1. Omgång 1 — 45.91 (gick inte vidare)

- Neil de Silva
  1. Omgång 1 — 46.84 (gick inte vidare)

Herrarnas 110 meter häck
- Stephen Brown
  1. Omgång 1 — 13.92
  2. Omgång 2 — 14.12 (gick inte vidare)

Herrarnas 4 x 100 meter stafett
- Niconner Alexander, Ato Boldon, Marc Burns, Jackey Harper, Julian Raeburn
  1. Omgång 1 — 39.12
  2. Semifinal — 38.92 (gick inte vidare)

Herrarnas längdhopp
- Wendell Williams
  1. Kval — 7.22 (gick inte vidare)

Herrarnas maraton
- Ronnie Holassie
  1. Final — 2:19.24 (32:a plats)

Damernas 100 meter
- Ayanna Hutchinson
  1. Omgång 1 — 11.78 (gick inte vidare)

- Fana Ashby
  1. Omgång 1 — 11.85 (gick inte vidare)

Damernas sjukamp
- Marsha Mark
  1. 100 m häck — 13.72
  2. Höjd — 1.66
  3. Kula — 11.44
  4. 200 m — 25.35
  5. Längd — 5.90
  6. Spjut — 48.99
  7. 800 m — 02:32.36
  8. Poäng — 5627 (22:a plats)

Övriga tävlande
- Damian Barry
- Shane Dyer
- Alvin Henry
- Simon Pierre
- Alicia Tyson

## Taekwondo
Damernas −57 kg
- Cheryl Ann Sankar